# Bedtime Stories
 (срп. Приче за лаку ноћ) је шести студијски албум поп певачице Мадоне, који је издат 25. октобра 1994. године. Издала га је компанија Warner Bros. Био је номинован за Греми у категорији „Најбољи поп вокални албум“. Процене продаје су око 7 милиона примерака.

## Историја албума
Албум је започет као сарадња са Шепом Петибоном, и у принципу је требало да донесе сличан музички стил као што је имала Erotica. Ипак, пошто је Мадона желела да ублажи утиске јавности о њој након претходне фазе каријере, и пошто се у то време дивила албуму Pendulum Vibe тада актуелног R&B извођача Џоија, одлучила је да ће и њен албум ићи у том смеру. Ово је био крај њене даље сарадње са Петибоном.
Иако је овај албум по природи требало да буде много више мејнстрим-оријентисан, као и мање контроверзан, он ипак садржи и Мадонине најсупротстављеније ставове. Песма Human Nature представља одговор свим нападима медија који су је уништили током Erotica/SEX периода. Песма је садржала стихове попут "Јесам ли рекла нешто лоше?/Упс, нисам знала да не смем да причам о сексу!" и "Нисам ваша кучка, не качите ваша срања на мене!". Иако је Мадона покушавала да спаси свој имиџ у овом периоду, ипак је изјавила како је прошла фаза каријере представљала "период освете" јавности, због непрестаних напада на њену приватност и живот, па је мислила да ће им потпуним откривањем, буквално скинувши се гола, успети да им покаже баш све, да им зачепи уста, како би могли да се концентришу на њену музику, уместо на њен живот.
Сам албум представља један од ретких момената у Мадониној каријери током кога је радила са познатим и мејнстрим продуцентима, попут Даласа Остина, Бејбифејса, Дејва Хола и Нила Хупера, као и Бјорк, која је написала насловну песму.
Ово је њен најмање заступљен албум на турнејама. Изводила је само три песме, од којих су Secret и Human Nature извођене на  турнеји, а ремикс песме Bedtime Story на  турнеји.
Албум је запажен и по великој количини семплова, карактеристици R&B албума, и новини за Мадону. На албуму су искоришћени следећи семплови:
| Песма | Семпл |
| ----- | ----- |
|       |       |
|       |       |
|       |       |
|       |       |

Недавно је песма Forbidden Love доживела своју "репризу“. Наиме, Мадона је ставила песму истог назива на свој студијски албум Confessions on a Dance Floor из 2005. године, али песма је потпуно различита у музичком и текстуалном смислу.
Такође, један од гафова везаних за албум десио се када је прво издање албума изашло са омотом на коме је Мадонина глава постављена "нормално", а планирано је било да омот буде са Мадонином главом "наопако“. Данас се ово издање сматра колекционарским примерком. Тај омот можете погледати на овом линку.

## Списак песама
| #   | Име | Трајање |
| --- | --- | ------- |
| 1.  | Аутори: Мадона, Далас Остин Продуценти: Нил Хупер и Мадона                                                              | 3:31    |
| 2.  | Аутори: Мадона, Далас Остин Шеп Петибон Продуценти: Мадона, Далас Остин                                                 | 5:04    |
| 3.  | Аутори: Мадона, Дејв Хол, Isley Brothers, Кристофер Џаспер Продуценти: Мадона и Дејв Хол Специјални гост: Ме'Шел НдегеОцело           | 4:39    |
| 4.  | Аутори: Мадона, Далас Остин, Колин Волф Продуценти: Мадона и Дала Остин Додатна продукција и миксовање: Данијел Абрахам | 4:38    |
| 5.  | Аутори: Мадона, Дејв Хол, Нил Хупер Продуценти: Нил Хупер, Мадона                                                       | 4:11    |
| 6.  | Аутори: Мадона, Дејв Хол, Шон Мекензи, Кевин Мекензи, Мајкл Диринг Продуценти: Мадона, Дејв Хол                         | 4:53    |
| 7.  | Аутори: Бејбифејс, Мадона Продуценти: Нил Хупер, Мадона                                                                 | 4:09    |
| 8.  | Аутори: Мадона, Дејв Хол Продуценти: Мадона, Дејв Хол                                                                   | 5:21    |
| 9.  | Аутори: Мадона, Далас Остин, Ен Превен, Скот Катлер, Херби Хенкок Продуценти: Мадона, Далас Остин ремиксовао Нил Хупер  | 5:03    |
| 10. | Аутори: Нил Хупер, Бјорк, Мариус ДеВријес Продуценти: Нил Хупер и Мадона                                                | 4:52    |
| 11. | Аутори: Бејбифејс, Мадона Продуценти: Бејбифејс и Мадона                                                                | 5:21    |

## Синглови
| #  | Име | Датум                                          |
| -- | --- | ---------------------------------------------- |
| 1. |     | 28. септембар 1994.                            |
| 2. |     | 6. децембар 1994.                              |
| 3. |     | 1. фебруар 1995. (УК) 11. април 1995. (САД)    |
| 4. |     | 6. јун 1995. (САД) 10. август 1995. (УК/Јапан) |

## Мадона о албуму
се бави романтиком и неузвраћеном љубави. Назвала сам га тако јер је свака песма на њему као нека прича, а и музика подсећа на успаванку.
Албум јесте романтичан, али сам романтична била и раније, само што то људи нису примећивали, јер су били заокупљени сексом у ономе што радим. Секс је још страшан табу и људи постају невероватно деструктивни кад се усудите да то питање покренете. Ја сам поручивала како људи морају да се осећају добро онакви какви јесу, међутим, протумачено је како заговарам да сви ходају голи и оду у кревет са првим ко налети.

## Оцена критике
Критика је према овом албуму била много блажа и наклоњенија него албуму Erotica. All Music Guide тврди да "наслов албума није ироничан, пошто најбоље песме са албума [...] полако улазе у подсвесно кроз пулсирање баса“.  тврди да Мадона "још увек може да се позове на своје старе хитове“. На крају, Ролинг стоун закључује "Мадона још увек жели у кревет, али са покривачем преко главе“.

## Продаја
| Држава               | Највиша позиција на листи | Сертификација        | Продаја    |
| -------------------- | ------------------------- | -------------------- | ---------- |
| Аустрија             | 7                         | Златни               | 10 000+    |
| Бразил               |                           | Платинаст            | 250 000+   |
| Канада               |                           | 2x Платинаст         | 200 000+   |
| Француска            | 2                         | 2x Златан            | 200 000+   |
| Немачка              | 4                         | Платинаст            | 500 000+   |
| Холандија            | 13                        |                      |            |
| Нови Зеланд          | 5                         |                      |            |
| Шведска              | 5                         |                      |            |
| Швајцарска           | 7                         | Златни               | 25 000+    |
| Уједињено Краљевство | 2                         | Платинаст            | 300 000+   |
| САД                  | 3                         | 3x Платинаст         | 2 300 000+ |
| СВЕТ                 |                           | [ 13 ] [ 14 ] [ 15 ] | 7 000 000+ |

## Сарадници на албуму

#### Особље
- Мадона - вокали
- Дона ДеЛори, Ники Харис, Бејбифејс - пратећи вокали
- Бејбифејс - синтисајзер
- Далас Остин - бубњеви, клавијатуре
- Сузи Катајама, Џеси Ливи - оркестратори
- Томи Мартин - гитара
- Ме'Шел НдегеОцело, Колин Волф - бас

#### Продукција
- Продуценти: Мадона, Далас Остин, Бејбифејс, Маријус ДеВријес, Дејв Хол, Нил Хупер
- Инжињеринг: Мајкл Фосенкемпер, Бред Гилдерман, Дерин Приндл, Алвин Спигц, Марк "Спајк" Стент
- Микс: Џон Гес, Данијел Абрахам